# Anna Cappellini
Anna Cappellini (ur. 19 lutego 1987 w Como) – włoska łyżwiarka figurowa, startująca w parach tanecznych z Lucą Lanotte. Uczestniczka igrzysk olimpijskich (2010, 2014, 2018), mistrzyni świata (2014), mistrzyni (2014) i trzykrotna wicemistrzyni Europy, medalistka finału Grand Prix oraz 7-krotna mistrzyni Włoch.

## Życie prywatne
Cappellini i jej partner sportowy Luca Lanotte byli parą w życiu prywatnym jako nastolatkowie, jednak zerwali miłosną relację po rozpoczęciu wspólnych treningów łyżwiarskich dla dobra wspólnej kariery. 20 czerwca 2015 roku Anna wyszła za mąż za czeskiego łyżwiarza Ondřeja Hotárka, który reprezentował Włochy w parach sportowych.

## Kariera

### Początki
Cappellini zaczęła jeździć na łyżwach kiedy miała 3 lata, a na taniec zdecydowała się w wieku 12 lat.

### Kariera juniorska
Jej pierwszym partnerem w karierze jurorskiej był Federico Bassi, jednak pierwsze międzynarodowe występy zanotowała z Lucą Lombardim. Razem z Lombardim zajęła 27. miejsce na mistrzostwach świata juniorów w 2001 r.
Jej kolejnym partnerem sportowym był Matteo Zanni. Występowali razem przez cztery sezony w latach 2001–2005. Ich największym sukcesem były zwycięstwa w juniorskich Grand Prix w Serbii i na Węgrzech oraz mistrzostwo Włoch juniorów w 2005 r. W finale juniorskiego Grand Prix zdobyli brązowy medal. Para rozpadła się po ciężkim wypadku ojca Mattea, po którym zdecydował on zakończyć karierę.
W maju 2005 włoska federacja łyżwiarska zdecydowała się połączyć ją w parę z Lucą Lanotte. Ich pierwszy wspólny sezon był zarazem ostatnim w karierze juniorskiej. Zdobyli wtedy mistrzostwo Włoch juniorów, srebrne medale na juniorskich Grand Prix w Bułgarii i na Słowacji oraz brąz w finale Grand Prix juniorów.

### Kariera seniorska
W sezonie 2006/07, pierwszym seniorskim, zajęli 8. miejsce na mistrzostwach Europy. Na Zimowej Uniwersjadzie w Turynie zdobyli złoty medal. Przed mistrzostwami świata Anna doznała kontuzji ramienia, jednak zdołali zająć 13. miejsce.
Kolejny sezon przyniósł pierwszy medal w cyklu Grand Prix – srebro na turnieju Skate Canada. Zakończyli mistrzostwa Europy na 7 pozycji, a świata na 10.
W sezonie 2008/2009 nie udało im się stanąć na podium zawodów Grand Prix, ale na mistrzostwach europy zajęli 5. miejsce, a na mistrzostwach świata ponownie byli 10.
Po sezonie zdecydowali się wyjechać do Francji by trenować z Muriel Boucher-Zazoui i Romainem Haguenauerem.
W sezonie olimpijskim ponownie zajęli drugie miejsce na Skate Canada i Cup of Russia, co dało im kwalifikację do Finału Grand Prix, na którym zajęli 5 lokatę. Swoje pierwsze igrzyska olimpijskie w Salt Lake City zakończyli na 12. miejscu.
Sezon 2010/2011 zaczęli od drugiego miejsca w Nebelhorn Trophy oraz 5. pozycji w NHK Trophy. Po nieudanym początku postanowili powrócić do Włoch, do trenerki Paoli Mezzadri. Zrezygnowali z udziału z Skate Canada by ułożyć nowy program dowolny. Nie wystąpili również na mistrzostwach Włoch i Europy z powodu kontuzji Lucy Lanotte. Na mistrzostwach świata zajęli 8. pozycję.
Pierwszym startem w sezonie 2011/2012 były zawody Skate Canada, na których zajęli 3. miejsce. Na Trophee Bompard powtórzyli sukces z Kanady, poprawiając przy tym swój rekord w tańcu krótkim.
W sezonie 2012/13 Anna i Luca po srebrnych medalach z poszczególnych zawodów Grand Prix osiągnęli sukces na mistrzostwach europy 2013, gdzie zdobyli swój pierwszy, brązowy medal ustępując na podium rosyjskim duetom Bobrowa/Sołowjew oraz Ilinich/Katsalapow.

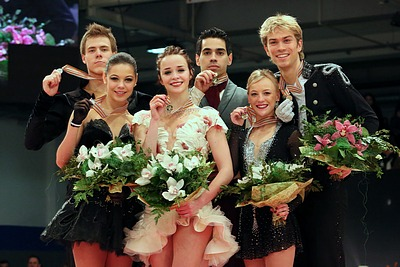
Mistrzostwa Europy 2014

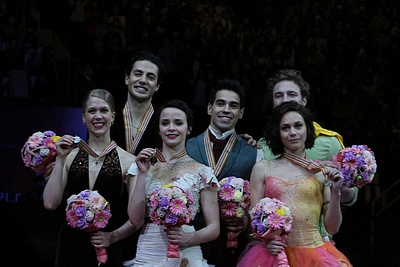
Mistrzostwa Świata 2014

Sezon olimpijski 2013/14 był najlepszym w dotychczasowej karierze. Zdobyli drugie miejsca na zawodach NHK Trophy i Skate America, jednak w finale Grand Prix zajęli dopiero 6. miejsce. Na mistrzostwach europy wygrali złoty medal z notą łączną 171.61 pkt. Po zdobyciu trzeciego tytułu mistrzów Włoch, udali się na swoje drugie w karierze igrzyska olimpijskie. Na igrzyskach olimpijskich 2014 w Soczi zajęli 6. miejsce. Pod nieobecność medalistów olimpijskich Davis/White oraz Virtue/Moir na mistrzostwach świata, Anna i Luca jako mistrzowie europy byli wymieniani wśród kandydatów do medalu. W marcu 2014 r. Cappellini/Lanotte osiągnęli największy sukces, zdobywając tytuł mistrzów świata. Pokonali wtedy parę kanadyjską Weaver/Poje oraz francuską Pechalt/Bourzat.
W kolejnym sezonie po zdobyciu czwartego tytułu mistrzów Włoch, zdobyli srebrny medal na mistrzostwach europy 2015 w Sztokholmie. Złoto przegrali z francuską parą Papadakis/Cizeron, którzy rozpoczęli swoją dominację na arenie międzynarodowej. Na mistrzostwach świata zajęli 4. miejsce.
W sezonie 2015/16 wygrali dwa zawody: Lombardia Trophy oraz Cup of China, a następnie zdobyli piąty tytuł mistrzów Włoch. Ponownie zajęli 2. miejsce na mistrzostwach Europy. Po raz pierwszy w karierze stanęli na podium finału Grand Prix w Barcelonie przegrywając z Kanadyjczykami Weaver/Poje oraz Amerykanami Chock/Bates. Na mistrzostwach świata drugi raz z rzędu uplasowali się tuż za podium.
W sezonie 2016/17 oprócz potwierdzenia swojej dominacji w krajowych zawodach mistrzowskich i przypieczętowaniem jej szóstym złotym medalem, wygrali zawody Bavarian Open oraz zawody z cyklu Grand Prix Nebelhorn. Szczególną uwagę sędziów zwrócił jej taniec dowolny podczas którego interpretowali melodie z filmów Charliego Chaplina. Cappellini/Lanotte trzeci raz z rzędu zdobyli srebro na mistrzostwach europy oraz zajęli 6. miejsce na mistrzostwach świata.
W sezonie olimpijskim mieli trzecią szansę zaprezentowania się na igrzyskach. W sezonie wygrali zawody Grand Prix Ice Star, zajęli drugie miejsce w prestiżowym Skate America oraz trzecie miejsce na NHK Trophy. Awansowali do finału Grand Prix i zajęli w nim 6. miejsce. Po zdobyciu siódmego z rzędu tytułu mistrzów Włoch zajęli 4. miejsce na ME. Podczas igrzysk olimpijskich 2018 w Pjongczangu uplasowali się na 6. miejscu powtarzając tym samym lokatę sprzed czterech lat. Zostali zaproszeni do udziału w gali olimpijskiej na której zaprezentowali program inspirowany Charliem Chaplinem.

## Programy
| Sezon   | Taniec krótki (SD) | Taniec dowolny (FD) | Pokazy mistrzów |
| ------- | --- | --- | --- |

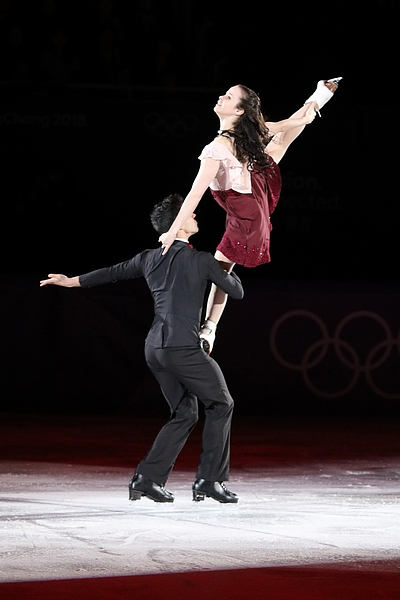
Program Charlie Champlin podczas pokazu mistrzów (ZIO 2018)

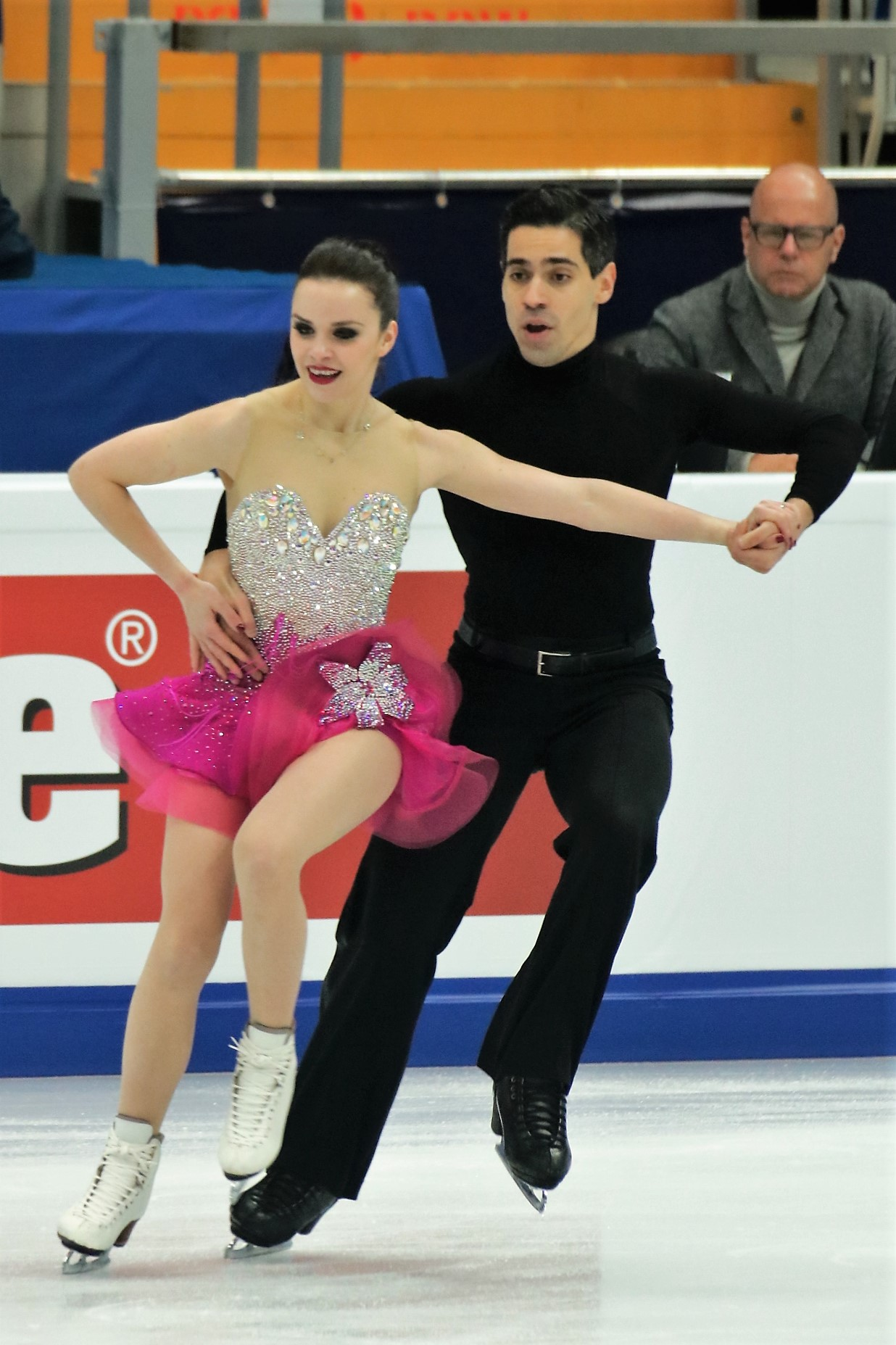
Taniec krótki Kaboom / Skip to the Bip / 1008 Samba (ME 2018)

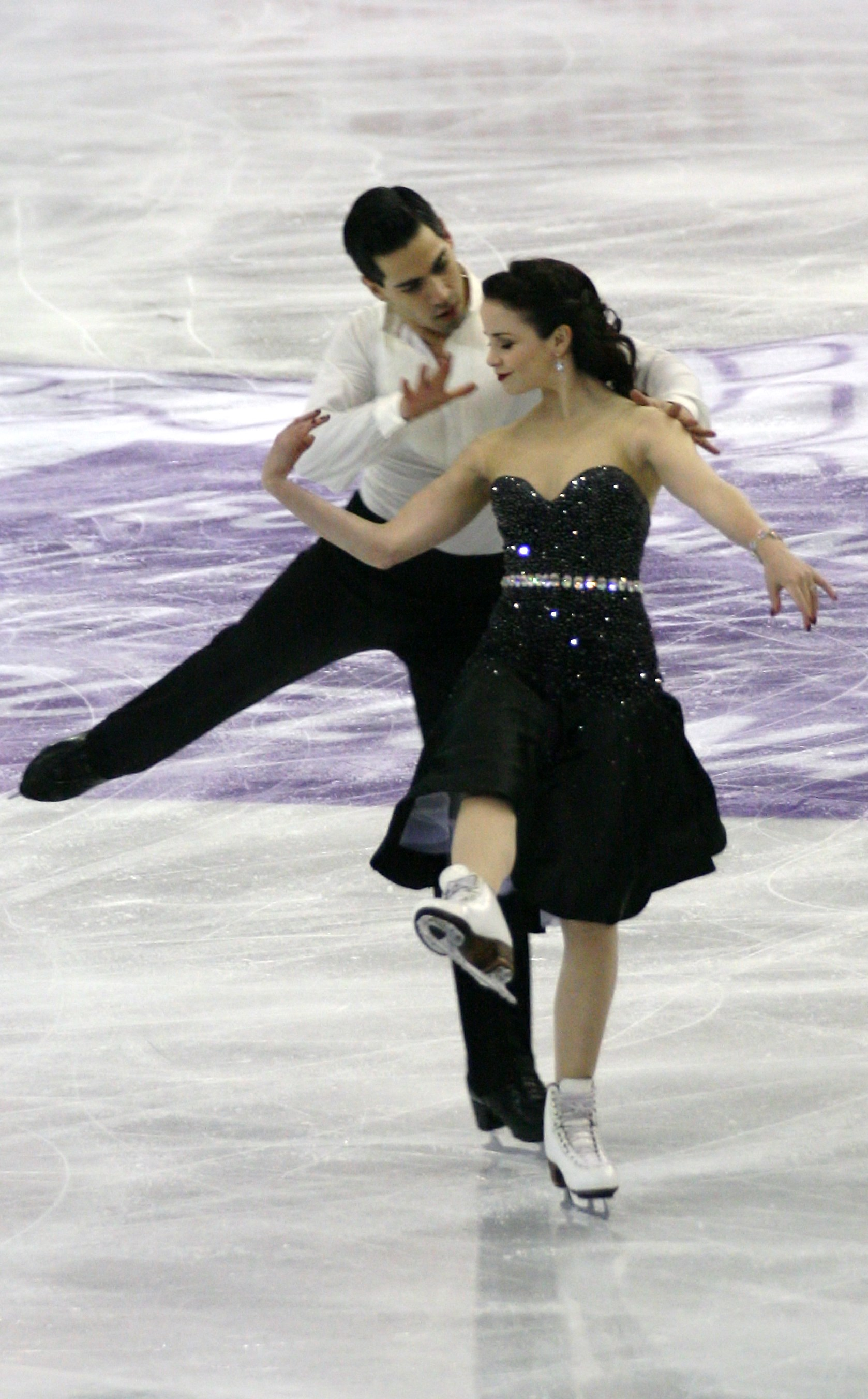
Taniec dowolny Danse macabre (Finał Grand Prix 2015)

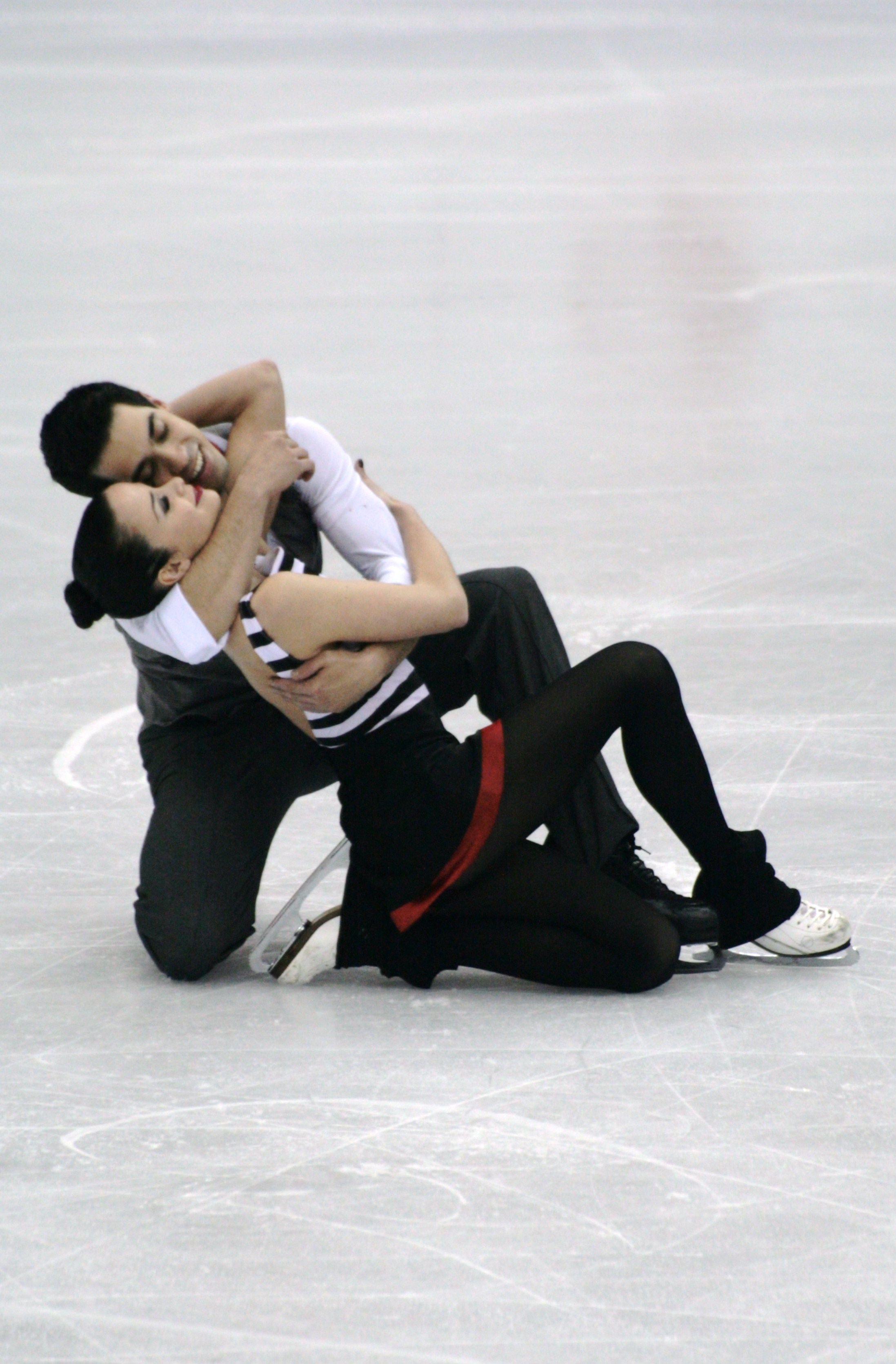
Taniec dowolny La Strada (MŚ 2012)

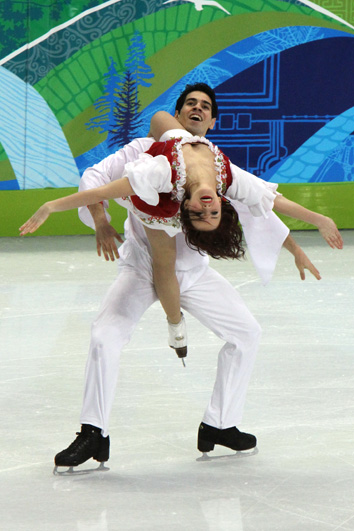
Taniec oryginalny Torna a Surriento / La Danza (ZIO 2010)

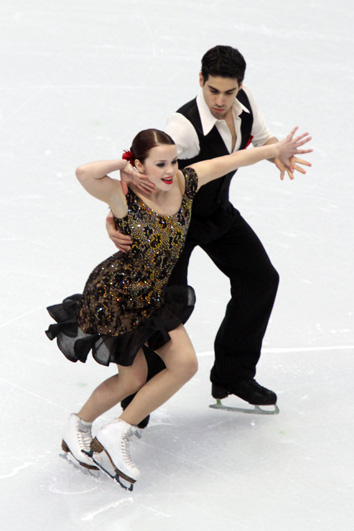
Tango Romantica (ZIO 2010)

| 2017–18 | - Cha Cha: Kaboom – Ursula 1000 - Samba: Skip to the Bip – Club des Belugas - Samba: 1008 Samba choreografia: Ludmiła Własowa, Massimo Scali                                                                   | - La Vita e Bella medley: - Buon Giorno Principessa – Nicola Piovani - Life Is Beautiful – Nicola Piovani, aranż. Mi Loco Tango - La Vita e Bella – Nicola Piovani, aranż. Claudio Mandonico choreografia: Ludmiła Własowa, Massimo Scali | Charlie Chaplin medley: - The Kid - Modern Times - City Lights                                                          |
| 2016–17 | - Blues: Cry For Me - Boogie Woogie: Choo Choo Boogie choreografia: Ludmiła Własowa | Charlie Chaplin medley: - Limelight - City Lights: Owertura choreografia: Ludmiła Własowa | - La cumparsita – Tango Lesson Charlie Chaplin medley: - The Kid - Modern Times - City Lights                           |
| 2015–16 | - Waltz, polka: The Merry Widow – Franz Lehár choreografia: Ludmiła Własowa, Massimo Scali | - La Dolce Vita medley: - Amarcord – Nino Rota - Le Notti di Cabiria – Nino Rota - Oto e Mezzo – Nino Rota choreografia: Ludmiła Własowa, Massimo Scali                                                                                   | - La cumparsita – Tango Lesson - Dance of the Hours (z La Gioconda) – Amilcare Ponchielli                               |
| 2014–15 | - Fandango, paso doble: Capriccio Espagnol – Nikołaj Rimski-Korsakow, aranż. Hugo Chouinard choreografia: Ludmiła Własowa, Massimo Scali                                                                       | - Danse macabre – Camille Saint-Saëns, aranż. Hugo Chouinard choreografia: Ludmiła Własowa, Massimo Scali | - When I Was Your Girl – Che’Nelle - Dance of the Hours (z La Gioconda) – Amilcare Ponchielli - Fireflies – Leona Lewis |
| 2013–14 | - Quickstep: 42nd Street - Fokstrot: Lullaby of Broadway - Quickstep: 42nd Street choreografia: Ludmiła Własowa                                                                                                | - The Barber of Seville: Owertura – Gioacchino Rossini choreografia: Ludmiła Własowa | - Pata Pata – Miriam Makeba - Chupacapra - A Thousand Years – Christina Perri                                           |
| 2012–13 | - Seven Brides for Seven Brothers medley – Saul Chaplin, Gene de Paul - Polka: Barn Dance - Walc: Bless Your Beautiful Hide - Walc: Wonderful, Wonderful Day - Polka: Barn Dance choreografia: Ludmiła Własowa | - Carmen medley – Rodion Szczedrin, oryg. Georges Bizet - Carmen Ouverture - Habanera - Intermezzo - Finale choreografia: Igor Szpilband, Ludmiła Własowa                                                                                 | - Oblivion – Gidon Kremer                                                                                               |
| 2011–12 | - Rumba: Volverás – Gloria Estefan - Samba: El Chupacapra choreografia: Ludmiła Własowa | - La Strada – Nino Rota choreografia: Ludmiła Własowa | - That’s Amore – Dean Martin - Tu Vuò Fà L'Americano – Sophia Loren                                                     |
| 2010–11 | - Walc: Que Sera, Sera – Doris Day, oryg. Jay Livingston - Quickstep: Girls Girls Girls – Sailor | - Umbrellas of Cherbourg – Michel Legrand - Our Love is Easy - Goodnite – Melody Gardot | |
| Sezon   | Taniec oryginalny (OD) | Taniec dowolny (FD) | Pokazy mistrzów |
| 2009–10 | - Włoski taniec ludowy: Torna a Surriento – Ernesto De Curtis - Tarantella: La Danza – Gioacchino Rossini choreografia: Romain Haguenauer                                                                      | - Addiction (z filmu Requiem for a Dream) – Clint Mansell choreografia: S. Mirabee | - Eres Todo En Mi |
| 2008–09 | - Lindy Hop, fokstrot: Bei Mir Bistu Shein – Sholom Secunda choreografia: Ludmiła Własowa, Giovanna Franzoni                                                                                                   | - Love Story – Nana Mouskouri, oryg. Francis Lai choreografia: Ludmiła Własowa, Giovanna Franzoni | |
| 2007–08 | - Bubamara – Goran Bregović | - La traviata – Giuseppe Verdi | |
| 2006–07 | - Tango Oblivion - Violentango | - I've Got Rhythm – George Gershwin | |
| 2005–06 | - Historia de un Amour - Chupacapra | - This is a Man’s World – James Brown - Wring That Neck – Deep Purple | - Still Loving You – Scorpions                                                                                          |

## Osiągnięcia

### Z Lucą Lanotte
| Zawody                                | 05–06          | 06–07          | 07–08          | 08–09          | 09–10          | 10–11          | 11–12          | 12–13          | 13–14          | 14–15          | 15–16          | 16–17          | 17–18          |                |                |                |                |
| Międzynarodowe                        | Międzynarodowe | Międzynarodowe | Międzynarodowe | Międzynarodowe | Międzynarodowe | Międzynarodowe | Międzynarodowe | Międzynarodowe | Międzynarodowe | Międzynarodowe | Międzynarodowe | Międzynarodowe | Międzynarodowe | Międzynarodowe | Międzynarodowe | Międzynarodowe | Międzynarodowe |
| ------------------------------------- | -------------- | -------------- | -------------- | -------------- | -------------- | -------------- | -------------- | -------------- | -------------- | -------------- | -------------- | -------------- | -------------- | -------------- | -------------- | -------------- | -------------- |
| Igrzyska olimpijskie                  |                |                |                |                | 12             |                |                |                | 6              |                |                |                | 6              |                |                |                |                |
| Mistrzostwa świata                    |                | 13             | 10             | 10             | 11             | 8              | 6              | 4              | 1              | 4              | 4              | 6              | 4              |                |                |                |                |
| Mistrzostwa Europy                    |                | 8              | 7              | 5              | 6              |                | 4              | 3              | 1              | 2              | 2              | 2              | 4              |                |                |                |                |
| GP Finał Grand Prix                   |                |                |                |                | 5              |                |                | 4              | 6              |                | 3              |                | 6              |                |                |                |                |
| GP Cup of China                       |                |                |                | 4              |                |                |                |                |                | 3              | 1              |                |                |                |                |                |                |
| GP NHK Trophy                         |                |                |                |                |                | 5              |                |                | 2              |                |                | 3              | 3              |                |                |                |                |
| GP Rostelecom Cup                     |                | 8              |                | 4              | 2              |                |                |                |                |                | 2              |                |                |                |                |                |                |
| GP Skate America                      |                |                |                |                | 2              |                |                |                | 2              |                |                |                | 2              |                |                |                |                |
| GP Skate Canada International         |                |                | 2              |                |                |                | 3              | 2              |                |                |                | 4              |                |                |                |                |                |
| GP Trophée Eric Bompard               |                | 5              | 4              |                |                |                | 3              | 2              |                | WD             |                |                |                |                |                |                |                |
| CS Nebelhorn Trophy                   |                |                |                |                |                |                |                |                |                |                |                | 1              |                |                |                |                |                |
| CS Minsk-Arena Ice Star               |                |                |                |                |                |                |                |                |                |                |                |                | 1              |                |                |                |                |
| Lombardia Trophy                      |                |                |                |                |                |                |                |                |                |                | 1              |                |                |                |                |                |                |
| Nebelhorn Trophy                      |                |                |                |                |                | 2              |                |                |                |                |                |                |                |                |                |                |                |
| Finlandia Trophy                      |                |                |                |                |                |                |                | 2              |                |                |                |                |                |                |                |                |                |
| Bavarian Open                         |                |                |                |                |                |                |                |                |                |                |                | 1              |                |                |                |                |                |
| Mont Blanc Trophy                     |                |                |                |                |                | 1              |                |                |                |                |                |                |                |                |                |                |                |
| Uniwersjada                           |                | 1              |                |                |                |                |                |                |                |                |                |                |                |                |                |                |                |
| Międzynarodowe: Kategorie młodzieżowe |                |                |                |                |                |                |                |                |                |                |                |                |                |                |                |                |                |
| Mistrzostwa świata juniorów           | 4              |                |                |                |                |                |                |                |                |                |                |                |                |                |                |                |                |
| JGP Finał                             | 3              |                |                |                |                |                |                |                |                |                |                |                |                |                |                |                |                |
| JGP Bułgaria                          | 2              |                |                |                |                |                |                |                |                |                |                |                |                |                |                |                |                |
| JGP Słowacja                          | 2              |                |                |                |                |                |                |                |                |                |                |                |                |                |                |                |                |
| Krajowe                               |                |                |                |                |                |                |                |                |                |                |                |                |                |                |                |                |                |
| Mistrzostwa Włoch                     | 1 J            | 2              | 2              | 2              | 2              | WD             | 1              | 1              | 1              | 1              | 1              | 1              | 1              |                |                |                |                |
| Zawody drużynowe                      |                |                |                |                |                |                |                |                |                |                |                |                |                |                |                |                |                |
| Igrzyska olimpijskie                  |                |                |                |                |                |                |                |                | 4 T            |                |                |                | 4 T            |                |                |                |                |
| World Team Trophy                     |                |                |                |                |                |                | 6 T 4 P        |                |                |                |                |                |                |                |                |                |                |
| Team Challenge Cup                    |                |                |                |                |                |                |                |                |                |                | 2 T 3 P        |                |                |                |                |                |                |

### Z Matteo Zannim
| Zawody                                | 01–02                                 | 02–03                                 | 03–04                                 | 04–05                                 |                                       |                                       |                                       |                                       |                                       |                                       |                                       |                                       |                                       |                                       |                                       |                                       |                                       |                                       |
| Międzynarodowe: Kategorie młodzieżowe | Międzynarodowe: Kategorie młodzieżowe | Międzynarodowe: Kategorie młodzieżowe | Międzynarodowe: Kategorie młodzieżowe | Międzynarodowe: Kategorie młodzieżowe | Międzynarodowe: Kategorie młodzieżowe | Międzynarodowe: Kategorie młodzieżowe | Międzynarodowe: Kategorie młodzieżowe | Międzynarodowe: Kategorie młodzieżowe | Międzynarodowe: Kategorie młodzieżowe | Międzynarodowe: Kategorie młodzieżowe | Międzynarodowe: Kategorie młodzieżowe | Międzynarodowe: Kategorie młodzieżowe | Międzynarodowe: Kategorie młodzieżowe | Międzynarodowe: Kategorie młodzieżowe | Międzynarodowe: Kategorie młodzieżowe | Międzynarodowe: Kategorie młodzieżowe | Międzynarodowe: Kategorie młodzieżowe | Międzynarodowe: Kategorie młodzieżowe |
| ------------------------------------- | ------------------------------------- | ------------------------------------- | ------------------------------------- | ------------------------------------- | ------------------------------------- | ------------------------------------- | ------------------------------------- | ------------------------------------- | ------------------------------------- | ------------------------------------- | ------------------------------------- | ------------------------------------- | ------------------------------------- | ------------------------------------- | ------------------------------------- | ------------------------------------- | ------------------------------------- | ------------------------------------- |
| Mistrzostwa świata juniorów           |                                       | 20                                    | 5                                     | WD                                    |                                       |                                       |                                       |                                       |                                       |                                       |                                       |                                       |                                       |                                       |                                       |                                       |                                       |                                       |
| JGP Finał                             |                                       |                                       |                                       | 3                                     |                                       |                                       |                                       |                                       |                                       |                                       |                                       |                                       |                                       |                                       |                                       |                                       |                                       |                                       |
| JGP Niemcy                            |                                       | 6                                     |                                       |                                       |                                       |                                       |                                       |                                       |                                       |                                       |                                       |                                       |                                       |                                       |                                       |                                       |                                       |                                       |
| JGP Węgry                             |                                       |                                       |                                       | 1                                     |                                       |                                       |                                       |                                       |                                       |                                       |                                       |                                       |                                       |                                       |                                       |                                       |                                       |                                       |
| JGP Włochy                            |                                       | 11                                    |                                       |                                       |                                       |                                       |                                       |                                       |                                       |                                       |                                       |                                       |                                       |                                       |                                       |                                       |                                       |                                       |
| JGP Meksyk                            |                                       |                                       | 3                                     |                                       |                                       |                                       |                                       |                                       |                                       |                                       |                                       |                                       |                                       |                                       |                                       |                                       |                                       |                                       |
| JGP Serbia                            |                                       |                                       |                                       | 1                                     |                                       |                                       |                                       |                                       |                                       |                                       |                                       |                                       |                                       |                                       |                                       |                                       |                                       |                                       |
| JGP Słowenia                          |                                       |                                       | 3                                     |                                       |                                       |                                       |                                       |                                       |                                       |                                       |                                       |                                       |                                       |                                       |                                       |                                       |                                       |                                       |
| Olimpijski Festiwal Młodzieży Europy  |                                       | 7                                     |                                       |                                       |                                       |                                       |                                       |                                       |                                       |                                       |                                       |                                       |                                       |                                       |                                       |                                       |                                       |                                       |
| Krajowe                               |                                       |                                       |                                       |                                       |                                       |                                       |                                       |                                       |                                       |                                       |                                       |                                       |                                       |                                       |                                       |                                       |                                       |                                       |
| Mistrzostwa Włoch                     | 2 J                                   | 2 J                                   |                                       | 1 J                                   |                                       |                                       |                                       |                                       |                                       |                                       |                                       |                                       |                                       |                                       |                                       |                                       |                                       |                                       |

### Z Lucą Lombardim
| Mistrzostwa świata juniorów | 27 |
| JGP w Polsce                | 14 |